# Plain view
Dans le droit pénal du Canada et des États-Unis, la doctrine du plain view permet à un agent de la paix de saisir des preuves et de la contrebande qui se trouvent bien en vue au moment où l'agent observe les lieux.

## Droit par pays

### Canada
Si l'agent de la paix a bien en vue des biens illicites qui ne sont pas au mandat (par ex. de la drogue), l'art. 489 (2) C.cr. autorise le policier à saisir toute chose pour des motifs raisonnables. Il s'agit de la règle du plain view.
D'après l'arrêt R. c. Mellenthin de la Cour suprême du Canada, les programmes de contrôle routier doivent s'en tenir aux objectifs de vérifier la sobriété des automobilistes et leur possession d'un permis de conduire. Ils n'autorisent pas les policiers à effectuer des fouilles détaillées dans les effets personnels des automobilistes et s'ils n'ont pas de motifs raisonnables de croire qu'ils pourront trouver des éléments de preuve reliés à une infraction, quand les objets ne sont pas en plain view.

### États-Unis
Pour que la doctrine de la plain view s'applique aux découvertes de preuves, le test à trois volets de Horton v. California exige que :
1. L'agent est légalement présent à l'endroit où les preuves peuvent être clairement consultées
2. Le préposé a un droit légitime d'accès à l'objet
3. Le caractère incriminant de l'objet est immédiatement apparent

La doctrine est également régulièrement utilisée par les agents de la TSA lors du contrôle des personnes et des biens dans les aéroports américains.

#### Formulation et développement
La doctrine du plain view a été formulée pour la première fois dans Coolidge v. New Hampshire. La formulation originale comprenait trois facteurs. Premièrement, l'agent doit être légalement présent à l'endroit où il a vu les preuves ou la contrebande. Deuxièmement, l'agent doit immédiatement (sans autre recherche) avoir une cause probable de croire que l'article est soit de la contrebande, soit la preuve d'un crime. Troisièmement, l'observation doit avoir été « par inadvertance », non anticipée ou voulue par l'officier avant l'observation.
Dans Horton v. California, le tribunal a éliminé l'exigence selon laquelle la découverte de preuves à la vue de tous soit par inadvertance, ce qui entraîna des difficultés à définir la « découverte par inadvertance »,,. Dans Horton, la Cour suprême a confirmé la saisie d'armes à la vue de tous liées à un vol qualifié malgré le fait que le juge qui a autorisé le mandat a expressément rejeté la demande de l'agent d'autorisation de saisir des armes dans le cadre de la perquisition. La Cour Horton a également précisé que l'agent doit avoir un « droit légal d'accès » aux objets pour les saisir en vertu de la doctrine de la vue. Par exemple, un agent qui voit de la contrebande bien en vue dans la maison d'une personne à travers sa fenêtre mais n'est pas autorisé à entrer dans la maison ne peut se fonder sur la doctrine bien en vue pour entrer dans la maison et saisir la contrebande.

#### Limites
Pour que l'agent puisse saisir légalement l'article, l'agent doit avoir des raisons probables de croire que l'article est une preuve d'un crime ou de contrebande. La police ne peut pas déplacer des objets pour obtenir une meilleure vue, et ils ne peuvent pas être dans un endroit illégalement. Ces limitations sont illustrées dans Arizona v. Hicks.
Premièrement, cette doctrine n'élimine que l'exigence d'un mandat, et non l'exigence de cause probable. Les enquêteurs doivent normalement obtenir un mandat délivré par le tribunal avant de saisir des biens, en présentant suffisamment de preuves à un juge d'instance pour répondre à l'exigence de cause probable. Lorsqu'ils utilisent la doctrine de la visibilité directe, les enquêteurs doivent toujours disposer des preuves nécessaires pour répondre à l'exigence de la cause probable, ils sont seulement exemptés de l'étape d'obtention d'un mandat d'un juge.
Deuxièmement, la doctrine autorise uniquement la saisie d'objets interdits ou d'éléments de preuve. Elle n'autorise pas une nouvelle recherche ou une enquête supplémentaire. Par conséquent, si les enquêteurs ne disposent pas de suffisamment de preuves pour répondre à l'exigence de cause probable, ils peuvent même ne pas effectuer une recherche relativement non intrusive pour obtenir la cause probable. C'est l'exigence selon laquelle le caractère incriminant de l'objet doit être immédiatement apparent. Dans Arizona v. Hicks, des policiers se trouvaient dans un appartement enquêtant sur une fusillade et soupçonnaient le vol d'un tourne-disque dans l'appartement. Les agents n'ont pas pu voir le numéro de série, qui se trouvait au bas du tourne-disque, ils ont donc ramassé le lecteur et ont confirmé qu'il correspondait au numéro de série d'un tourne-disque qui avait été déclaré volé. Cependant, la Cour suprême a statué que ramasser le tourne-disque constituait une recherche supplémentaire (bien que relativement non intrusive), car le numéro de série n'était pas bien visible. Cela signifiait que la doctrine de la visibilité directe ne s'appliquait pas et que les agents avaient besoin d'un mandat. La preuve du tourne-disque volé ne pouvait pas être utilisée contre le défendeur en raison de la règle d'exclusion, qui est le recours disponible lorsque la preuve est obtenue en violation du quatrième amendement. D'où la troisième exigence ci-dessus : que le caractère incriminant de l'objet soit « immédiatement apparent ».
Troisièmement, l'agent doit être légalement présent là où il voit l'article. Par exemple, un agent ne peut pas entrer dans la maison du suspect sans mandat et s'en remettre à la doctrine de la plain view. Cependant, si un agent se trouve à l'intérieur du domicile d'un suspect en vertu d'un mandat non connexe, il peut s'appuyer sur la doctrine de la plain view, sous réserve des autres exigences de cette doctrine. Dans Arizona c. Hicks, les policiers se trouvaient dans l'appartement en vertu d'une autre exception à l'exigence d'un mandat, les circonstances d'urgence. Cela était considéré comme une entrée légale et la doctrine du plain view s'appliquait aux objets que les agents pouvaient voir dans l'appartement.